# Örjan Andersson (gångare)
Stig Örjan Andersson, född 1 maj 1943 i Motala, är en svensk gångare. Han tävlade för Södertälje IF.
Andersson tävlade för Sverige vid olympiska sommarspelen 1968 i Mexico City, där han slutade på 21:e plats i herrarnas 20 kilometer gång och på 13:e plats på 50 kilometer gång.
Vid Europamästerskapen i friidrott 1971 i Helsingfors slutade Andersson på 14:e plats på 50 kilometer gång. Han tävlade även i 50 kilometer gång vid Europamästerskapen i friidrott 1974 i Rom, men blev där diskvalificerad. Andersson tävlade även i IAAF World Race Walking Cup tre gånger: 1967 (19:e plats på 20 km), 1970 (10:e plats på 50 km) och 1973 (18:e plats på 50 km).